# Mesostalita
Mesostalita is een geslacht van spinnen behorend tot de familie celspinnen (Dysderidae).

## Soorten
- Mesostalita comottii (Gasparo, 1999)
- Mesostalita kratochvili Deeleman-Reinhold, 1971
- Mesostalita nocturna (Roewer, 1931)